# Madars Razma
Madars Razma (Priekule, 26 september 1988) is een darter uit Letland. Zijn bijnaam is (The Latvian) Razmatazz.

## Loopbaan
Razma begon met darten op 11-jarige leeftijd in 1999. In januari 2000 werd hij lid van dartclub “Priekule”. Kort hierop had hij al zijn eerste succes door derde te worden in het district Liepāja bij de XVII Sports Games. Na dit succes kreeg hij de smaak te pakken en wilde hij meer en ging meer en meer open toernooien af.
In 2003 bereikte hij de vierde plaats bij de Letse rankingcompetitie in Priekule. Van 2005 tot 2009 heeft hij een kleine pauze ingelast door in die periode te gaan handballen. Na die periode begon hij weer open toernooien in Letland af te gaan, waaronder ook het “Letse Open” in 2006, waarmee hij voor het eerst in aanraking kwam met de WDF-ranking, waar hij 33e werd.
In 2010 werd hij kampioen van Letland en begon hij een succesvolle reeks in de WDF-rankings in de competities in Estland, Litouwen en Polen. Met deze uitstekende prestaties in de Baltische regio ging hij hier mee door in 2011 en 2012. Hiernaast deed hij ook mee in de WDF-rankings in Finland, Zweden, Polen en Tsjechië.
In 2012 werd hij voor de tweede keer kampioen van Letland en kwalificeerde hij zich voor de “Winmau World Masters 2012″.
In 2021 wist Razma tijdens de zogeheten PDC Super Series 7 twee dagen na elkaar een negendarter te gooien. Op 21 oktober gooide hij de eerste tegen Rob Cross. Opvallend is dat de laatste pijl uit zijn hand dreigde te slippen, hij de pijl de lucht in gooide, een stap terugdeed en toen alsnog de perfecte leg gooide. Een dag later, op 22 oktober, gooide hij een negendarter tegen Luke Humphries.
Tijdens Players Championship 7 op 26 maart 2022 versloeg Razma achtereenvolgend Ricardo Pietreczko, Mervyn King, Jeff Smith, Luke Humphries, Gary Blades en Kevin Doets. Daarmee plaatste hij zich voor de finale, waarin Gerwyn Price met 4-8 in legs te sterk bleek.
Zijn eerste kwartfinale op een Euro Tour-toernooi behaalde Razma door Dragutin Horvat, Martin Schindler en Wesley Plaisier te verslaan tijdens de European Darts Matchplay 2022. Door te winnen van voormalig wereldkampioen Rob Cross behaalde hij eveneens zijn eerste halve finale op een Euro Tour. Daarin was Rowby-John Rodriguez met een eindscore van 6-7 nipt te sterk.
Razma haalde zijn eerste kwartfinale op een hoofdtoernooi tijdens de World Grand Prix 2022. Hij versloeg achtereenvolgend Ryan Searle en Daryl Gurney, waarna de Let met 0-3 verloor van Gerwyn Price.
Door Chris Dobey, de als nummer één geplaatste Dave Chisnall, Joe Cullen en Ryan Searle te kloppen, bereikte Razma de halve finale van het Baltic Sea Darts Open 2024. Daarin was hij niet opgewassen tegen Rob Cross.

## Resultaten op Wereldkampioenschappen

### BDO
- 2014: Laatste 32 (verloren van Geert De Vos met 1-3)
- 2015: Laatste 16 (verloren van Brian Dawson met 3-4)
- 2016: Laatste 16 (verloren van Jamie Hughes met 1-4)

### PDC
- 2020: Laatste 96 (verloren van Harry Ward met 2-3)
- 2021: Laatste 64 (verloren van Gary Anderson met 1-3)
- 2022: Laatste 96 (verloren van Steve Lennon met 1-3)
- 2023: Laatste 64 (verloren van Gary Anderson met 1-3)
- 2024: Laatste 32 (verloren van Michael Smith met 1-4)
- 2025: Laatste 32 (verloren van Stephen Bunting met 1-4)

## Resultaten op de World Matchplay
- 2022: Laatste 32 (verloren van Peter Wright met 4-10)